# 筑土鈴寛
筑土 鈴寛（つくど れいかん、1901年9月28日 - 1947年2月12日）は、日本の僧侶、民俗学者。東京府北多摩郡神代村（現東京都調布市）生まれ。初名を寛也。
私立天台宗中学校（現駒込高校）、國學院大學予科に学び、1924年（大正13年）東漸院住職となる。1926年國學院大學文学部国文学科卒業、東京帝国大学文学部副手、1928年（昭和3年）大正大学予科講師、同予科・専門部教授を経て1944年大正大学教授。
折口信夫より唱導文芸の研究を受け継ぎ、中世の宗教芸文に関する研究を確立した。
1947年に宗教芸文学会を設立したが、まもなく若くして亡くなった。
国文学の業績が多く、折口の後継者の一人と目されていた。
編集者の安原顯は娘の夫。

## 著書
- 『日本文学大系』第19巻・宗教文学、河出書房、1938年
- 『慈円 国家と歴史及文学』三省堂、1942年
- 『復古と叙事詩 文学史の諸問題』青磁社、1942年
- 『宗教芸文の研究』中央公論社、1949年
- 『中世芸文の研究』有精堂出版、1966年
- 『筑土鈴寛著作集』（全5巻）せりか書房、1976～77年

1.宗教文学・復古と叙事詩
2.慈円　国家と歴史及文学　
3.中世・宗教芸文の研究１
4.中世・宗教芸文の研究２
5.日本仏教文化の研究

### 校訂
- 『沙石集』（無住編）岩波文庫全2巻、1943年